# 아서 덴트
아서 필립 덴트(Arthur Philip Dent)는 더글러스 애덤스가 쓴 《은하수를 여행하는 히치하이커를 위한 안내서》에 등장하는 불운한 주인공이다. 아서는 초공간 우회로를 지으려고 철거되는 지구에서 포드 프리펙트와 함께 겨우 탈출하게 된다. 아서는 그 후 몇 년 동안 그의 가운을 입고, 자신의 생활 방식을 찾으려고 하나, 무력하게 위기에서 위기로 옮겨 다니게 된다. 아서는 차를 좋아하나, 은하에서는 그걸 얻기가 힘들다는 것을 볼 수 있다. 나중에 그는 나는 법과 샌드위치 만드는 법을 배우게 된다.
라디오와 레코드 그리고 텔레비전 버전의 이야기에서 아서의 역은 시몬 존스가 맡았다. 1979년에 켄 캠프벨이 안내서를 무대에 올릴 때, Chris Langham이 부분을 맡았고, 영화판에서는 마틴 프리먼이 아서 역할을 맡았다.

## 같이 보기
- 18610 아서덴트